# Lucjan Lam
Lam Lucjan (ur. 1839 w Koztmaniu na Bukowinie, zm. 1864 w Jekaterynburgu w Guberni Jenisejskiej na Syberii) – uczestnik powstania styczniowego. Brat znanego lwowskiego powieściopisarza i satyryka Jana Lama.

## Życiorys
Wywodził się z kalwińskiej rodziny niemieckiej. Według K. Wróblewskiego rodzina Lamów pochodziła ze Szkocji, skąd Jego pradziadek przesiedlił się do Hesji, osiedlił się w Hanau koło Frankfurtu nad Menem w Hesji i był dyrektorem budowy dróg i mostów w tym mieście. Dziadek Zenon Konrad Lam był austriackim oficerem i ok. 1808 roku służył w Kromieryżu na Morawach. Syn Zenona, ojciec Lucjana, Jana i trzeciego brata Henryka – Konrad Lam (ur. w 1809 r. w Kromieryżu na Morawach, gdzie stacjonował wówczas pułk jego ojca), był austriackim c.k. komisarzem skarbowym, który w 1831 roku osiadł w Galicji i w 1837 ożenił się z Polką Joanną Ziołecką.
Według Z. Kolumny Lucjan Lam był wyznania unickiego. Biorąc udział w powstaniu wstąpił do oddziału pułkownika Franciszka Ksawerego Horodyńskiego i walczył pod Radziwiłłowem. Po nieudanym ataku na to miasto, dostał się do niewoli rosyjskiej i został odstawiony do Kijowa. Tam skazano go na osiedlenie na Syberii gdzie umarł na tyfus w Guberni Jenisejskiej w 1864 roku.